# Shulamit Aloni
Pour les articles homonymes, voir Aloni.
Shulamit Aloni (en hébreu : שולמית אלוני), née le 29 novembre 1928 à Tel Aviv et morte le 24 janvier 2014 à Kfar Shemaryahu dans le district de Tel Aviv, est une femme politique israélienne et une militante de gauche. Elle est un membre éminent du camp de la paix. Elle a fondé le parti Ratz et fut leader du Meretz. Elle fut également ministre de l'Éducation de 1992 à 1993.

## Biographie
Née Shulamit Adler à Tel Aviv, sa mère était couturière et son père charpentier, tous deux descendants de familles rabbiniques polonaises.
Shulamit Aloni a reçu le prix Israël. En 1998, elle a reçu le Emil Grunzweig Human Rights Award décerné par l'Association pour les droits civils en Israël.
Elle est la mère du réalisateur Udi Aloni.
Dans une interview accordée en 2002 à la journaliste américaine Amy Goodman, Shulamit Aloni a déclaré que l'accusation d'antisémitisme est « un truc que nous utilisons » pour réprimer toute critique d'Israël en provenance des États-Unis, tandis que face aux critiques venant d'Europe, « nous ramenons l'Holocauste ».

## Mandats
- 1974 : Ministre sans portefeuille
- 1992–1993	: Ministre de l'Éducation et de la Culture
- 1993 : Ministre sans portefeuille
- 1993–1996 : Ministre des Communications
- 1993–1996 : Ministre des Sciences et des Arts